# Primera Apología de Justino Mártir
La Primera Apología fue un escrito antiguo de apologética cristiana escrito por Justino Mártir al emperador romano Antonino Pío a sus hijos, y el Senado romano, y fue escrito en los años 150-155.
La apología menciona asuntos sobre la celebración de la liturgia, la Eucaristía y sobre la reunión y adoración los domingos (capítulo 66, 67). También esta obra describe costumbres como el bautismo.
Además en esta obra Justino Mártir menciona algunas importantes profecías sobre Jesús que están en el Antiguo Testamento capítulos (31, 32, 41, 48).

## Lugar y fecha de composición
Las alusiones a Simón el Mago y a Marción en el capítulo 26 sugieren que pudo haber sido escrita en Roma: en el capítulo 24 se detiene a hablar sobre una estatua de Simón el Mago que había en esa ciudad con la inscripción Semoni Deo Sancto. Actualmente la crítica piensa que se refiere a la estatua de Sancus.
La datación de la obra se realiza por tres vías: en primer lugar los destinatarios, que estuvieron al frente del Imperio entre los años 147 y 161. Segundo, que en el capítulo 46 se dice que Cristo había nacido «hace ciento cincuenta años». Finalmente, en el capítulo 29 se cita un hecho sucedido en Alejandría involucrando al prefecto Municio Félix, que fue prefecto entre 148 y 154. Por estos motivos suele datarse a la obra cerca del año 155.

## Destinatarios[4]
Al emperador Tito Elio Adriano Antonino Pío, César Augusto; a Verísimo, hijo suyo filósofo, y a Lucio, hijo por naturaleza del César filósofo y por adopción de Pío, al sagrado Senado y a todo el pueblo romano: (...)
Apología I 1.1.

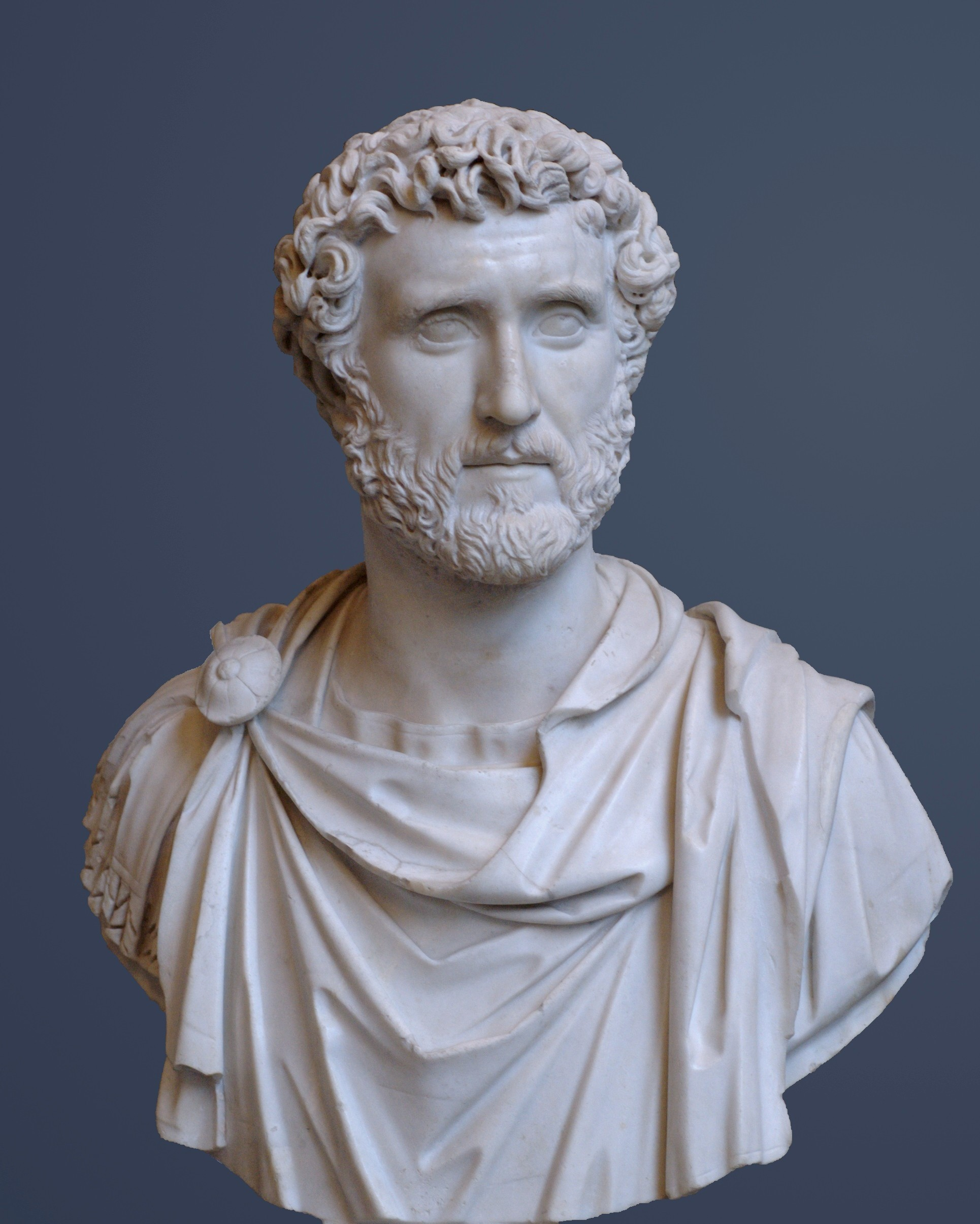
Emperador Antonino Pío.

El emperador Antonino Pío había sucedido en el trono al emperador Adriano en el año 138, y había adoptado como hijos a dos personas: a Marco Elio Aurelio Vero (conocido simplemente como Marco Aurelio), y a Lucio Elio Aurelio Cómodo (conocido como Lucio Vero).
Marco Aurelio, que en 139 había recibido el título de César, era considerado por Adriano como una persona muy honesta. Por este motivo solía no llamarlo «Verus» sino que utilizaba el superlativo «Verissimus». Así es como en la dedicatoria de esta Apología aparece alguien llamado «Verísimo».
Lucio Vero era hijo de Lucio Elio Vero, quien había sido adoptado por Adriano como heredero imperial, pero había muerto antes. Elio Vero es descripto por Esparciano como una persona instruida, gran orador y hábil poeta. Elio Vero es, entonces, el «César filósofo» mencionado por la Apología. Así Lucio es hijo por naturaleza de Elio, el filósofo, y por adopción de Pío, el emperador reinante.

## Contenido
Al emperador Tito Elio Adriano Antonino Pío (...) y a todo el pueblo romano: en defensa de los hombres de toda raza injustamente odiados y perseguidos, yo Justino, uno de ellos, hijo de Prisco, hijo de Bacquio, natural de Flavia Neapolis en la Siria Palestina, he compuesto este discurso y esta súplica.
Apología I 1.1.

Como el cristianismo era ilegal, esta apología busca exponer la doctrina cristiana para demostrar que los cristianos no cometían crímenes cuando practicaban su religión. Dado que el emperador tenía fama de filósofo, Justino cita frecuentemente a Platón, y a las citas de Sócrates que hace Platón. Además trata de explicar el cristianismo de una manera asequible para un pagano culto: se recurre a la palabra griega daimon para demonio, si bien su significado no era exactamente el mismo. Además se trata de explicar el culto cristiano mediante metáforas y similitudes que conectan con imágenes del culto pagano. Por ejemplo, para explicar la creencia en el infierno, Justino dice que los cristianos también creen, como creía Platón, que los inicuos serán castigados, pero creen que ese castigo vendrá de Cristo y será eterno.

### Las acusaciones contra los cristianos
De los capítulos 2 al 12 Justino defiende el cristianismo de las acusaciones comunes. Entre los crímenes que se imputaban a los cristianos estaba el ateísmo, dado que ellos se negaban a creer en los dioses olímpicos y a adorar a los emperadores. Contra esto el autor contesta que los cristianos no son ateos porque creen en un Dios. Además se los acusa de alterar el orden social, pero Justino reprocha al Emperador que se los castigue por nada más que llevar el nombre de Cristianos, incluso sin tener pruebas de la comisión de algún delito.

### La fe cristiana
Con el capítulo 13 comienza lo que Gerhard Rauschen denominó «Ciclo Amplio de Pruebas» y que llega hasta el final de la obra: consiste en un repaso detallado de ciertos aspectos de la vida de los cristianos para mostrar que no son malos ciudadanos.
La primera exposición de la fe cristiana que hace Justino retoma el Sermón de la Montaña que pronunció Jesús: es un texto comúnmente utilizado para la primera aproximación de un catecúmeno al cristianismo. También explica que el hecho de ser cristianos los impulsa a ser buenos ciudadanos, citando la obediencia debida a la autoridad y la frase «Den al César lo que es del César».
A partir de entonces y hasta el capítulo 23 Justino «se deja llevar del fácil curso de sus ideas» y, sin un hilo conductor concreto, escribe sobre la resurrección de los muertos, el fin de los tiempos, el infierno, y hace analogías entre el cristianismo, el estoicismo, la mitología y literatura homérica.
En el capítulo 23 Justino traza el resto de la obra diciendo que quiere probar tres puntos:
- Que la doctrina de Cristo y de los Profetas es la verdadera revelación y que es anterior a todas las demás.
- Que Jesucristo es el verdadero Hijo de Dios, y es Dios mismo.
- Que antes de su encarnación los demonios inventaron muchos mitos y religiones para apartar a los hombres del cristianismo.

El primer punto abarca los capítulos 24 a 29, el segundo está entre el 30 y el 53; y el último entre el 54 y el 60. La exposición de los temas es confusa. Según Daniel Ruiz Bueno: «El autor se permitirá vagar y divagar a su placer, y un poco a nuestra desesperación»; mientras que Gustave Bardy critica: «La ilación de las ideas es turbada a cada instante por repeticiones y por digresiones que nos la hacen perder de vista. Son graves defectos que hacen difícil la lectura de San Justino».
La prueba de la divinidad de Jesucristo se asemeja al resto de la apologética cristiana de los primeros siglos: se evita la mención de los milagros para que no se lo identifique con un simple mago o ilusionista. En cambio, se recurre al cumplimiento de las profecías como prueba de esa verdad.

## Liturgia y Eucaristía
La Primera Apología de San Justino es, entre todos los textos cristianos de los primeros dos siglos, la que hace una mejor y más detallada descripción de la liturgia dominical en la Iglesia primitiva. Se mencionan los siguientes puntos:
- En «el día que se llama "del sol"» se reúnen todos los cristianos del campo y de la ciudad, y se leen en público los «Recuerdos de los Apóstoles», o los escritos de los profetas.[18]
- El que preside la asamblea hace una exhortación para que el pueblo imite los ejemplos que se han leído.[19]
- Los presentes elevan oraciones suplicando la gracia para permanecer fieles al mensaje evangélico.[20]
- Tras las oraciones, se dan mutuamente el saludo de la paz.[21]
- Luego «el que preside a los hermanos» recibe de la asamblea pan y un vaso de vino mezclado con agua, tributa alabanzas al Padre, al Hijo y al Espíritu Santo, y pronuncia «una larga acción de gracias».[22]
- El pueblo responde «Amén».[23]
- Los diáconos dan a cada uno de los asistentes una parte del pan y del vino mezclado con agua.[24]

Este alimento se llama entre nosotros «Eucaristía», de la que a nadie es lícito participar, sino al que cree verdaderas nuestras enseñanzas, y se ha lavado en el baño que da la remisión de los pecados, y vive conforme a lo que Cristo nos enseñó. Porque no tomamos estas cosas como pan común ni bebida ordinaria, sino que (...) por la virtud de la oración al Verbo que procede de Dios, el alimento sobre el que fue dicha la acción de gracias -alimento de que, por transformación, se nutren nuestra sangre y nuestra carne- es la carne y la sangre de aquel mismo Jesús encarnado.
Apología I, 66.1-2